# Стево Жигон
Стево Жигон (Љубљана, 8. децембар 1926 — Београд, 28. децембар 2005) био је српски и југословенски филмски телевизијски и позоришни глумац и режисер.

## Биографија
Стево Жигон рођен је 8. децембра 1926. године у Љубљани, у кројачкој породици словеначког порекла, од оца Штефана и мајке Марије Жигон, родом из Трста. Отац му је био припадник Соколског покрета а његова тетка била собарица краљица Марије. Његови родитељи су се након доласка Мусолинија и фашиста на власт 1922. године, иселили из Италије у Љубљану, где је Стево од 1937. године похађао гимназију, а 1945. године матурирао. Фебруара 1942. године постао је члан Савеза комунистичке омладине Југославије (СКОЈ). Као млад човек, годину дана је провео затворен у немачком, белогардејском и италијанском затвору, последње две године рата је провео у злогласном конц логору Дахау, од децембра 1943. до маја 1945. године, где је и научио немачки језик. Због знања језика и познавања менталитета, врло често је касније играо улоге циничних и хладних немачких официра.
Студирао je глуму у Љубљани, где је завршио један семестар на Академији за глумачку уметност и Лењинграду, где је студирао од 1946. до 1948. године на тамошњем Лењинградском театралном институту. Дипломирао је 1952. у изванредној класи Академије за позоришну уметност у Београду. На Академији за позоришну уметност је био један од првих асистената, приликом његовог оснивања 1949. Преломни тренуци његове уметничке каријере везани су за Бојана Ступицу, који је допринео његовом ангажману на филму и режији. Током година, све мање глуми у Југословенском драмском позоришту (ЈДП) и Атељеу 212, а све више се окреће режији. На филму дебитује 1950. двема малим улогама. Као своје најбоље две улоге издваја ону новинара у филму Оксиген (М. Клопчић, 1970), за коју је на фестивалу у Пули награђен Златном ареном, као и ону у филму Рондо (З. Берковић, 1966). Запажено глуми и на телевизији, а посебну популарност стиче тумачећи лик злогласног мајора Кригера у ТВ серијама Отписани и Повратак отписаних. Глуми и у кратким играним филмовима (нпр. Н. Стојановића).
Године 1968. за време јунских студентских демонстрација у Београду, његова појава у дворишту Филозофског факултета и његов наступ са инсертом из позоришног комада „Дантонова смрт“, где је играо поштеног, бескомпромисног и суровог Робеспјера са његовим говором на суђењу Дантону, изазвала је експлозију одушевљења студената који су га слушали и гледали: „... када гледамо како се ови маркизи и грофови Револуције коцкају, када њих гледамо с правом се можемо упитати јесу ли они опљачкали народ...! Нема споразума, нема примирја са људима за које је Република шпекулација, а Револуција занат!!..“
По идеолошком опредељењу се изјашњавао као комуниста и био је поштовалац Стаљиновог лика и дела. Категорично је бранио идеје атеизма.
На првим вишестраначким изборима у Србији 1990. године био је кандидат Социјалистичке партије Србије (СПС) за народног посланика, али није изабран.
Супруга Јелена и ћерка Ивана су такође познате глумице, а син Никола Жигон је сликар. Његов ванбрачни син Вид Жигон (1971) живи у Словенији.
Преминуо је 28. децембра 2005. године у Београду. Сахрањен је у Алеји заслужних грађана на Новом гробљу у Београду.

## Режирао
- Драга Рут (у Мостару), 1954.
- Агонија (у Малом театру у Москви), 1979.
- Ожалошћена породица (у Бољшом драматическом театру у Лењинграду).

Режирао је у следећим позориштима:
- Народно позориште у Београду — Ромео и Јулија — 1981, Госпођица Јулија (Стринберг) — 1994, Идиот (Фјодор Михајлович Достојевски) — 1995, Галеб (Чехов) — 2000.
- Југословенско драмско позориште,
- Театар поезије,
- Академско позориште,
- и у градовима: Нови Сад, Вршац, Сомбор, Бања Лука, Дубровник, Битола, Зеница, Зајечар, Крагујевац, Љубљана...

Његова режија Хамлета посебно је запамћена као изазовна и полемична.

## Улоге у позоришту
- Краљ Бетајнове (Ивана Цанкара) — Франц
- Антигона (Софокле) — Хемон
- Кандида (Бернард Шо) — Марчбенкс
- Федра (Расин) — Хиполит
- Глорија (Р. Маринковић) — Дон Јере
- Браћа Карамазови (Фјодор Михајлович Достојевски) — Тужилац
- Супарници (Шеридан) — Фокланд
- Дубровачка трилогија (Иво Војновић) — Госпар Михо, Марко пл. Тудизип
- Заточеници из Алтоне (Жан Пол Сартр) — Франц
- Ифигенија на Тауриди (Јохан Волфганг Гете) — Тоант
- Дантонова смрт (1968) — Робеспјер
- Маскерата (Мирослав Крлежа) — Дон Кихот
- У агонији (Мирослав Крлежа) — Крижовец
- Иванов (Антон Чехов) — Иванов
- Обична прича (Гончаров) — Петар Иванович
- Пигмалион (Бернар Шо) — Хенри Хигинс
- Хамлет (Вилијем Шекспир) — Хамлет
- Вуци и овце (Алексеј Остовски) — Беркутов
- Отело (Вилијем Шекспир) — Јаго

## Филмографија
|                   | 1950▼ | 1960▼ | 1970▼ | 1980▼ | 1990▼ | Укупно |
| ----------------- | ----- | ----- | ----- | ----- | ----- | ------ |
| Дугометражни филм | 5     | 8     | 12    | 12    | 3     | 40     |
| ТВ филм           | 0     | 24    | 20    | 5     | 6     | 55     |
| ТВ серија         | 0     | 5     | 7     | 7     | 5     | 24     |
| ТВ мини серија    | 0     | 0     | 2     | 2     | 0     | 4      |
| Кратки филм       | 0     | 0     | 0     | 2     | 0     | 2      |
| Укупно            | 5     | 37    | 41    | 28    | 14    | 125    |

| Год.       | Назив                                          | Улога                            |
| ---------- | ---------------------------------------------- | -------------------------------- |
| 1950.-те▲  |                                                |                                  |
| 1950.      | Чудотворни мач                                 |                                  |
| 1950.      | Црвени цвет                                    | Блаж                             |
| 1957.      | Вратићу се                                     | Бранко Медан, пуковник           |
| 1958.      | Кала                                           | Филозоф                          |
| 1959.      | Пет минута раја                                | Стеван                           |
| 1960.-те▲  |                                                |                                  |
| 1960.      | Велики подухват                                |                                  |
| 1960.      | Сплетка и љубав                                |                                  |
| 1960.      | X-25 јавља                                     | Ханс Биндер                      |
| 1961.      | Хеда Габлер                                    |                                  |
| 1961.      | Песма                                          |                                  |
| 1961.      |                                                |                                  |
| 1963.      | Шест свечаних позивница (ТВ серија)            |                                  |
| 1964.      | Отровна биљка                                  |                                  |
| 1964.      | Службени положај                               |                                  |
| 1965.      | После одмора                                   |                                  |
| 1965.      | Маестро                                        |                                  |
| 1965.      | Болничка соба                                  |                                  |
| 1966.      | Лола Ђукић и Новак Новак                       |                                  |
| 1966.      | Премијера                                      |                                  |
| 1966.      | Балада о повратку                              |                                  |
| 1966.      | Крешталица                                     |                                  |
| 1966.      | Амандус                                        | Жан                              |
| 1966.      | Црни снег                                      | Емил Маргетић                    |
| 1966.      | Рондо                                          | Младен                           |
| 1966.      | Топле године                                   |                                  |
| 1967.      | Коктел (ТВ)                                    |                                  |
| 1967.      | Мементо                                        | Вили Милер                       |
| 1967.      | Јегор Буличов (ТВ)                             | Андреј Звонцов                   |
| 1967.      | Височка хроника                                | Јоханес Франциска                |
| 1968.      | Самци (ТВ серија)                              |                                  |
| 1968.      | Бекство                                        | Сергеј Павлович Голупков         |
| 1968.      | Календар Јована Орловића                       | Дарко                            |
| 1968.      | Тишина                                         |                                  |
| 1968.      | Прљаве руке                                    |                                  |
| 1968.      | Опатица и комесар                              | Доктор Симић                     |
| 1969.      | Потоп (ТВ)                                     |                                  |
| 1969.      | Обична прича                                   |                                  |
| 1969.      | Безимена звезда                                |                                  |
| 1969.      | Бура                                           |                                  |
| 1969.      | На дан пожара                                  | Дошен                            |
| 1969.      | Недозвани                                      |                                  |
| 1969.      | Како да ти кажем ТВ серија                     | /                                |
| 1970.-те▲  |                                                |                                  |
| 1970.      | Оксиген                                        |                                  |
| 1971.      | Велики посао                                   |                                  |
| 1971.      | Улази слободан човек (ТВ)                      |                                  |
| 1971.      | Путовање на мјесто несреће                     | Нино                             |
| 1971.      | Чедомир Илић                                   | Министар                         |
| 1972.      | Дамон (ТВ)                                     | Дамон                            |
| 1972.      | Девојка са Космаја                             | Мајор Бекер                      |
| 1972.      | Валтер брани Сарајево                          | Др. Мишковић                     |
| 1973.      | Последњи                                       |                                  |
| 1973.      | Полицајци                                      |                                  |
| 1973.      | Дубравка                                       |                                  |
| 1973.      | Изгнаници                                      |                                  |
| 1973.      | Павиљон број шест                              | Командант града                  |
| 1973.      | Опасни сусрети                                 |                                  |
| 1974.      | Оглас                                          | Бриски                           |
| 1974.      | Флоријановић                                   |                                  |
| 1974.      | Валтер брани Сарајево (ТВ серија)              | Др. Мишковић                     |
| 1974.      | Отписани                                       | Мајор Кригер                     |
| 1974.      | Њурци                                          |                                  |
| 1974.      | Парлог                                         |                                  |
| 1974.      | Димитрије Туцовић (ТВ серија)                  | Лав Троцки                       |
| 1974.      | Страх                                          | Благот Баласица                  |
| 1975.      | Живе везе                                      |                                  |
| 1975.      | Андерсонвил — Логор смрти                      |                                  |
| 1974—1975. | Отписани                                       | Мајор Кригер                     |
| 1975.      | Sie kommen aus Agarthi                         |                                  |
| 1976.      | Марија                                         |                                  |
| 1976       | Случај матуранта Вагнера                       | Филип Вагнер                     |
| 1976.      | Диспут у ноћи                                  | Еразмо Ротердамски               |
| 1976.      | Повратак отписаних                             | Мајор Кригер                     |
| 1976.      | На путу издаје                                 | кнез Павле Карађорђевић          |
| 1976.      | Вуци и овце                                    |                                  |
| 1976.      | Идеалист                                       | Свештеник из Запоља              |
| 1978.      | Маска                                          | Александар фон Бах               |
| 1978.      | Окупација у 26 слика                           | Хубичка                          |
| 1978.      | Љубав у једанаестој                            |                                  |
| 1978.      | Павиљон VI                                     |                                  |
| 1978.      | Отписани ТВ филм                               | Кригер                           |
| 1978.      | Повратак отписаних ТВ серија                   | Кригер                           |
| 1979.      | Слом                                           | Кнез Павле Карађорђевић          |
| 1979.      | Новинар                                        | Томац                            |
| 1979.      | Сећам се                                       |                                  |
| 1980.-те▲  |                                                |                                  |
| 1980.      | Луде године 2                                  | Директор школе                   |
| 1980.      | Чин                                            |                                  |
| 1980.      | Љетовање на југу                               |                                  |
| 1981.      | У агонији                                      |                                  |
| 1981.      | Шеста брзина                                   | Начелник                         |
| 1981.      | Жеђ                                            |                                  |
| 1981.      | Седам секретара СКОЈ-а                         |                                  |
| 1982.      | Настојање                                      | Професор Херак                   |
| 1982.      | Десети брат                                    | Пискав                           |
| 1982.      | Приче из радионице                             | Начелник                         |
| 1983.      | Стрици со ми поведали                          |                                  |
| 1983.      | Мртви се не враћају (мини-серија)              |                                  |
| 1983.      | Како сам систематски уништен од идиота         | Глумио је самог себе             |
| 1985.      | Црвени и црни                                  | Тршћански фашиста                |
| 1985.      | Црвена барака                                  |                                  |
| 1986.      | Примож Трубар (ТВ серија)                      |                                  |
| 1986.      | Вечерња звона                                  | Паоло Мензе                      |
| 1986.      | Miss                                           |                                  |
| 1986.      | Херетик                                        |                                  |
| 1987.      | Случај Хармс                                   | Професор                         |
| 1987.      | Дом Бергманових                                | Конрад                           |
| 1987.      | Погрешна процена                               | Димитрије Љотић                  |
| 1988.      | Халоа — празник курви                          | Професор Манфред                 |
| 1988.      | Роман о Лондону (серија)                       | Доктор Сергејевич Крилов         |
| 1988.      | Вечерња звона (ТВ серија)                      | Паоло Мензе                      |
| 1988.      | Вук Караџић                                    | Клеменс Метерних                 |
| 1988.      |                                                |                                  |
| 1990.-те▲  |                                                |                                  |
| 1991.      | Туце свилених чарапа                           |                                  |
| 1991.      | Брачна путовања                                | Гроф Јохан фон Финсенберг        |
| 1992.      | Похвала светом кнезу Лазару                    |                                  |
| 1993.      | Кажи зашто ме остави                           | Старац                           |
| 1993.      | Боље од бекства                                | Позоришни редитељ                |
| 1994.      | Милена из Прага                                | СС официр                        |
| 1993—1994. | Срећни људи                                    | Доктор Ловчевић                  |
| 1994.      | Полицајац са Петловог брда (ТВ серија из 1994) | Маринин отац                     |
| 1995.      | Наслеђе                                        | Адвокат Спасоје                  |
| 1995.      | Сложна браћа                                   | Рус из Унпрофора                 |
| 1995.      | Крај династије Обреновић                       | Чариков                          |
| 1995—1996. | Срећни људи 2                                  | Доктор Ловчевић                  |
| 1998.      | Краљевски гамбит                               |                                  |
| 1998.      | Британски гамбит                               | Шкотски добровољац у партизанима |

## Књиге
Написао је:
- „Стево Жигон — хроника“
- „Монолог о позоришту“
- „Драматизације и адаптације“

## Признања
- Орден рада са златним венцем,
- Седмојулска награда,
- Златна арена, 1970. године,
- Статуета „Јоаким Вујић“,
- Награда „Бојан Ступица“,
- Плакета московског Малог театра,
- Плакета ЈДП,
- Плакета Народног позоришта у Београду,
- Медаља почасног грађанина Русије,
- Златна медаља „Николај Мордвинов“,
- Гран при фестивала „Златни витез“ у Москви,
- Добричин прстен, 2002. године.